# Campionato europeo maschile under 19 di pallavolo 2017
Il campionato europeo maschile under 19 di pallavolo 2017 si è svolto dal 22 al 30 aprile 2017 a Győr, in Ungheria, e a Púchov, in Slovacchia: al torneo hanno partecipato dodici squadre nazionali under 19 europee e la vittoria finale è andata per la prima volta alla Repubblica Ceca.

## Qualificazioni
Al torneo hanno partecipato: le due nazionali dei paesi organizzatori e dieci nazionali qualificate tramite il torneo di qualificazione.

## Impianti
|                                                                                    |                                                        |  |
|                                                                                    |                                                        |  |
| Széchenyi István University Sports Hall Città: Győr Capienza: - Anno d'apertura: - | sTC Aréna Città: Púchov Capienza: - Anno d'apertura: - |  |

## Regolamento

### Formula
Le squadre hanno disputato una prima fase a gironi con formula del girone all'italiana; al termine della prima fase:
- Le prime due classificate di ogni girone hanno acceduto alla fase finale per il primo posto strutturata in semifinali, finale per il terzo posto e finale.
- La seconda e la terza classificata di ogni girone hanno acceduto alla finale per il quinto posto strutturata in semifinali, finale per il settimo posto e finale per il quinto posto.

### Criteri di classifica
Se il risultato finale è stato di 3-0 o 3-1 sono stati assegnati 3 punti alla squadra vincente e 0 a quella sconfitta, se il risultato finale è stato di 3-2 sono stati assegnati 2 punti alla squadra vincente e 1 a quella sconfitta.
L'ordine del posizionamento in classifica è stato definito in base a:
- Numero di partite vinte;
- Punti;
- Ratio dei set vinti/persi;
- Ratio dei punti realizzati/subiti;
- Risultati degli scontri diretti.

## Squadre partecipanti
| Squadra    | Qualificazione                            | Ultima partecipazione                |
| ---------- | ----------------------------------------- | ------------------------------------ |
| Belgio     | 2ª al torneo di qualificazione (girone E) | / Bosnia ed Erzegovina e Serbia 2013 |
| Bulgaria   | 1ª al torneo di qualificazione (girone G) | Turchia 2015                         |
| Finlandia  | 1ª al torneo di qualificazione (girone H) | / Bosnia ed Erzegovina e Serbia 2013 |
| Francia    | 1ª al torneo di qualificazione (girone D) | Turchia 2015                         |
| Italia     | 1ª al torneo di qualificazione (girone F) | Turchia 2015                         |
| Polonia    | 1ª al torneo di qualificazione (girone A) | Turchia 2015                         |
| Rep. Ceca  | 2ª al torneo di qualificazione (girone A) | Turchia 2015                         |
| Romania    | 1ª al torneo di qualificazione (girone E) | Turchia 2015                         |
| Russia     | 1ª al torneo di qualificazione (girone B) | Turchia 2015                         |
| Slovacchia | Paese organizzatore                       | Lettonia 2005                        |
| Turchia    | 1ª al torneo di qualificazione (girone C) | Turchia 2015                         |
| Ungheria   | Paese organizzatore                       | Paesi Bassi 2009                     |

## Torneo

### Fase a gironi
| Girone I | Girone II  |
| -------- | ---------- |
| Belgio   | Finlandia  |
| Bulgaria | Francia    |
| Italia   | Rep. Ceca  |
| Polonia  | Romania    |
| Russia   | Slovacchia |
| Ungheria | Turchia    |

#### Girone I

##### Risultati
| 22 aprile 2017 Széchenyi István University Sports Hall, Győr Durata: 2h:03 - Spettatori: 105 | Polonia  | 2 - 3 | Russia   | 25-23, 23-25, 19-25, 25-16, 15-17 |
| 22 aprile 2017 Széchenyi István University Sports Hall, Győr Durata: 1h:20 - Spettatori: 200 | Ungheria | 0 - 3 | Belgio   | 21-25, 19-25, 23-25               |
| 22 aprile 2017 Széchenyi István University Sports Hall, Győr Durata: 1h:55 - Spettatori: 75  | Bulgaria | 2 - 3 | Italia   | 26-24, 15-25, 16-25, 25-19, 13-15 |
| 23 aprile 2017 Széchenyi István University Sports Hall, Győr Durata: 1h:17 - Spettatori: 80  | Belgio   | 0 - 3 | Russia   | 20-25, 19-25, 22-25               |
| 23 aprile 2017 Széchenyi István University Sports Hall, Győr Durata: 2h:08 - Spettatori: 150 | Ungheria | 3 - 2 | Bulgaria | 25-27, 25-19, 25-23, 16-25        |
| 23 aprile 2017 Széchenyi István University Sports Hall, Győr Durata: 1h:09 - Spettatori: 75  | Italia   | 3 - 0 | Polonia  | 25-9, 25-21, 25-15                |
| 24 aprile 2017 Széchenyi István University Sports Hall, Győr Durata: 1h:18 - Spettatori: 95  | Bulgaria | 0 - 3 | Belgio   | 19-25, 21-25, 20-25               |
| 24 aprile 2017 Széchenyi István University Sports Hall, Győr Durata: 1h:21 - Spettatori: 155 | Polonia  | 3 - 0 | Ungheria | 25-15, 25-13, 25-14               |
| 24 aprile 2017 Széchenyi István University Sports Hall, Győr Durata: 1h:19 - Spettatori: 75  | Russia   | 3 - 0 | Italia   | 25-17, 27-25, 25-17               |
| 26 aprile 2017 Széchenyi István University Sports Hall, Győr Durata: 1h:46 - Spettatori: 45  | Bulgaria | 1 - 3 | Polonia  | 23-25, 17-25, 25-23, 19-25        |
| 26 aprile 2017 Széchenyi István University Sports Hall, Győr Durata: 1h:16 - Spettatori: 165 | Ungheria | 0 - 3 | Russia   | 14-25, 21-25, 22-25               |
| 26 aprile 2017 Széchenyi István University Sports Hall, Győr Durata: 1h:52 - Spettatori: 80  | Belgio   | 2 - 3 | Italia   | 25-19, 25-18, 23-25, 16-25, 13-15 |
| 27 aprile 2017 Széchenyi István University Sports Hall, Győr Durata: 1h:13 - Spettatori: 80  | Russia   | 3 - 0 | Bulgaria | 25-16, 25-19, 25-18               |
| 27 aprile 2017 Széchenyi István University Sports Hall, Győr Durata: 1h:08 - Spettatori: 100 | Italia   | 3 - 0 | Ungheria | 25-16, 25-15, 25-19               |
| 27 aprile 2017 Széchenyi István University Sports Hall, Győr Durata: 1h:39 - Spettatori: 65  | Polonia  | 3 - 1 | Belgio   | 16-25, 25-23, 25-18, 25-15        |

##### Classifica
| Pos | Squadra  | Pt | G | V | P | SV | SP | Ratio | PF  | PS  | Ratio |
| --- | -------- | -- | - | - | - | -- | -- | ----- | --- | --- | ----- |
| 1   | Russia   | 14 | 5 | 5 | 0 | 15 | 2  | 7.500 | 408 | 337 | 1.210 |
| 2   | Italia   | 10 | 5 | 4 | 1 | 12 | 7  | 1.714 | 419 | 369 | 1.135 |
| 3   | Polonia  | 10 | 5 | 3 | 2 | 11 | 8  | 1.375 | 416 | 388 | 1.072 |
| 4   | Belgio   | 7  | 5 | 2 | 3 | 9  | 9  | 1.000 | 394 | 391 | 1.007 |
| 5   | Ungheria | 2  | 5 | 1 | 4 | 3  | 4  | 0.214 | 318 | 403 | 0.789 |
| 6   | Bulgaria | 2  | 5 | 0 | 5 | 5  | 15 | 0.333 | 395 | 462 | 0.855 |

#### Girone II

##### Risultati
| 22 aprile 2017 sTC Aréna, Púchov Durata: 1h:42 - Spettatori: 650 | Rep. Ceca  | 3 - 1 | Turchia    | 22-25, 25-18, 25-16, 25-16        |
| 22 aprile 2017 sTC Aréna, Púchov Durata: 1h:57 - Spettatori: 550 | Slovacchia | 1 - 3 | Francia    | 23-25, 25-23, 19-25, 15-25        |
| 22 aprile 2017 sTC Aréna, Púchov Durata: 1h:11 - Spettatori: 120 | Finlandia  | 3 - 0 | Romania    | 25-20, 25-13, 25-17               |
| 23 aprile 2017 sTC Aréna, Púchov Durata: 1h:17 - Spettatori: 250 | Turchia    | 3 - 0 | Francia    | 25-18, 25-23, 28-26               |
| 23 aprile 2017 sTC Aréna, Púchov Durata: 2h:06 - Spettatori: 550 | Romania    | 3 - 2 | Slovacchia | 23-25, 25-16, 25-18, 16-25, 15-10 |
| 23 aprile 2017 sTC Aréna, Púchov Durata: 1h:17 - Spettatori: 150 | Rep. Ceca  | 3 - 0 | Finlandia  | 25-20, 25-20, 25-18               |
| 24 aprile 2017 sTC Aréna, Púchov Durata: 2h:10 - Spettatori: 230 | Francia    | 3 - 2 | Romania    | 25-27, 25-16, 25-21, 23-25, 19-17 |
| 24 aprile 2017 sTC Aréna, Púchov Durata: 2h:33 - Spettatori: 600 | Slovacchia | 2 - 3 | Rep. Ceca  | 20-25, 22-25, 25-20, 25-20, 12-15 |
| 24 aprile 2017 sTC Aréna, Púchov Durata: 1h:46 - Spettatori: 50  | Finlandia  | 1 - 3 | Turchia    | 20-25, 22-25, 25-22, 20-25        |
| 26 aprile 2017 sTC Aréna, Púchov Durata: 1h:47 - Spettatori: 150 | Rep. Ceca  | 1 - 3 | Francia    | 25-23, 21-25, 23-25, 16-25        |
| 26 aprile 2017 sTC Aréna, Púchov Durata: 1h:51 - Spettatori: 500 | Finlandia  | 3 - 1 | Slovacchia | 21-25, 25-19, 25-23, 25-22        |
| 26 aprile 2017 sTC Aréna, Púchov Durata: 1h:16 - Spettatori: 50  | Turchia    | 3 - 0 | Romania    | 25-22, 25-23, 25-15               |
| 27 aprile 2017 sTC Aréna, Púchov Durata: 1h:35 - Spettatori: 100 | Francia    | 3 - 0 | Finlandia  | 25-19, 26-28, 25-18, 25-12        |
| 27 aprile 2017 sTC Aréna, Púchov Durata: 1h:09 - Spettatori: 100 | Romania    | 1 - 3 | Rep. Ceca  | 21-25, 10-25, 20-25               |
| 27 aprile 2017 sTC Aréna, Púchov Durata: 1h:09 - Spettatori: 300 | Slovacchia | 1 - 3 | Turchia    | 21-25, 14-25, 13-25               |

##### Classifica
| Pos | Squadra    | Pt | G | V | P | SV | SP | Ratio | PF  | PS  | Ratio |
| --- | ---------- | -- | - | - | - | -- | -- | ----- | --- | --- | ----- |
| 1   | Turchia    | 12 | 5 | 4 | 1 | 13 | 4  | 3.250 | 400 | 359 | 1.114 |
| 2   | Rep. Ceca  | 11 | 5 | 4 | 1 | 13 | 6  | 2.166 | 437 | 386 | 1.132 |
| 3   | Francia    | 11 | 5 | 4 | 1 | 12 | 8  | 1.500 | 481 | 428 | 1.123 |
| 4   | Finlandia  | 6  | 5 | 2 | 3 | 8  | 10 | 0.800 | 393 | 412 | 0.953 |
| 5   | Romania    | 3  | 5 | 1 | 4 | 5  | 14 | 0.357 | 371 | 436 | 0.850 |
| 6   | Slovacchia | 2  | 5 | 0 | 5 | 6  | 15 | 0.400 | 417 | 478 | 0.872 |

### Fase finale

#### Finali 1º e 3º posto
|  | Semifinali | Semifinali | Semifinali |        |           | Finale 1º/2º posto | Finale 1º/2º posto | Finale 1º/2º posto |  |
|  |            |            |            |        |           |                    |                    |                    |  |
|  | Russia     | Russia     | 2          |        |           |                    |                    |                    |  |
|  | Russia     | Russia     | 2          |        |           |                    |                    |                    |  |
|  | Rep. Ceca  | Rep. Ceca  | 3          |        |           |                    |                    |                    |  |
|  | Rep. Ceca  | Rep. Ceca  | 3          |        | Rep. Ceca | Rep. Ceca          | 3                  |                    |  |
|  |            |            |            |        | Rep. Ceca | Rep. Ceca          | 3                  |                    |  |
|  |            |            | Italia     | Italia | 2         |                    |                    |                    |  |
|  | Turchia    | Turchia    | Italia     | Italia | 2         | 2                  |                    |                    |  |
|  | Turchia    | Turchia    |            |        |           | 2                  |                    |                    |  |
|  | Italia     | Italia     | 3          |        |           | Finale 3º/4º posto | Finale 3º/4º posto | Finale 3º/4º posto |  |
|  | Italia     | Italia     | 3          |        |           |                    |                    |                    |  |
|  |            |            |            |        |           |                    |                    |                    |  |
|  |            |            |            |        |           | Russia             | Russia             | 2                  |  |
|  |            |            |            |        |           | Russia             | Russia             | 2                  |  |
|  |            |            |            |        |           | Turchia            | Turchia            | 3                  |  |

##### Semifinali
| 29 aprile 2017 Széchenyi István University Sports Hall, Győr Durata: 1h:56 - Spettatori: 300 | Russia  | 2 - 3 | Rep. Ceca | 25-16, 22-25, 25-18, 23-25, 10-15 |
| 29 aprile 2017 Széchenyi István University Sports Hall, Győr Durata: 1h:55 - Spettatori: 125 | Turchia | 2 - 3 | Italia    | 25-18, 23-25, 25-20, 21-25, 9-15  |

##### Finale 3º posto
| 30 aprile 2017 Széchenyi István University Sports Hall, Győr Durata: 2h:01 - Spettatori: 120 | Russia | 2 - 3 | Turchia | 22-25, 25-21, 26-24, 17-25, 13-15 |

##### Finale
| 30 aprile 2017 Széchenyi István University Sports Hall, Győr Durata: 1h:54 - Spettatori: 680 | Rep. Ceca | 3 - 2 | Italia | 25-19, 14-25, 25-17, 19-25, 15-13 |

#### Finali 5º e 7º posto
|  | Semifinali | Semifinali | Semifinali |         |         | Finale 5º/6º posto | Finale 5º/6º posto | Finale 5º/6º posto |  |
|  |            |            |            |         |         |                    |                    |                    |  |
|  | Polonia    | Polonia    | 3          |         |         |                    |                    |                    |  |
|  | Polonia    | Polonia    | 3          |         |         |                    |                    |                    |  |
|  | Finlandia  | Finlandia  | 1          |         |         |                    |                    |                    |  |
|  | Finlandia  | Finlandia  | 1          |         | Polonia | Polonia            | 3                  |                    |  |
|  |            |            |            |         | Polonia | Polonia            | 3                  |                    |  |
|  |            |            | Francia    | Francia | 0       |                    |                    |                    |  |
|  | Belgio     | Belgio     | Francia    | Francia | 0       | 1                  |                    |                    |  |
|  | Belgio     | Belgio     |            |         |         | 1                  |                    |                    |  |
|  | Francia    | Francia    | 3          |         |         | Finale 7º/8º posto | Finale 7º/8º posto | Finale 7º/8º posto |  |
|  | Francia    | Francia    | 3          |         |         |                    |                    |                    |  |
|  |            |            |            |         |         |                    |                    |                    |  |
|  |            |            |            |         |         | Finlandia          | Finlandia          | 1                  |  |
|  |            |            |            |         |         | Finlandia          | Finlandia          | 1                  |  |
|  |            |            |            |         |         | Belgio             | Belgio             | 3                  |  |

##### Semifinali
| 29 aprile 2017 Széchenyi István University Sports Hall, Győr Durata: 1h:36 - Spettatori: 100 | Polonia | 3 - 1 | Finlandia | 17-25, 27-25, 25-16, 25-21 |
| 29 aprile 2017 Széchenyi István University Sports Hall, Győr Durata: 1h:37 - Spettatori: 100 | Belgio  | 1 - 3 | Francia   | 25-21, 16-25, 21-25, 23-25 |

##### Finale 7º posto
| 30 aprile 2017 Széchenyi István University Sports Hall, Győr Durata: 1h:38 - Spettatori: 80 | Finlandia | 1 - 3 | Belgio | 25-22, 20-25, 19-25, 15-25 |

##### Finale 5º posto
| 30 aprile 2017 Széchenyi István University Sports Hall, Győr Durata: 1h:07 - Spettatori: 100 | Polonia | 3 - 0 | Francia | 25-22, 25-15, 25-15 |

## Podio

### Campione
Formazione: 1 Jan Pavlíček, 2 Radim Šulc, 4 Ondřej Piskáček, 5 Josef Polák, 6 Filip Humler, 7 Miroslav Drozen, 10 Jan Svoboda, 11 Lukáš Vašina, 14 Michal Roháček, 15 Pavel Horák, 17 Marek Šotola, 18 Jakub Varous, CT: Jiří Zach

### Secondo posto
Formazione: 1 Davide Gardini, 2 Lorenzo Cortesia, 3 Filippo Federici, 4 Giovanni Gargiulo, 5 Matheus Motzo, 6 Lorenzo Sperotto, 7 Filippo Maccabruni, 9 Francesco Recine, 12 Marcorocco Panciocco, 13 Daniele Lavia, 14 Diego Cantagalli, 16 Manuel Bussolari, CT: Mario Barbiero

### Terzo posto
Formazione: 1 Onur Çukur, 2 Murat Üç, 3 Onur Soydan, 4 Ahmet Büyükgöz, 6 Kaan Gürbüz, 7 Hakan Kemerli, 9 Batuhan Avcı, 10 Ali Yılmaz, 11 Yiğit Yıldız, 13 Ahmet Baltacı, 16 Batuhan Karaca, 17 Adis Lagumdžija, CT: Ali Hizal

## Classifica finale
| Pos | Squadra    | Qualificazione                    |
| --- | ---------- | --------------------------------- |
|     | Rep. Ceca  | Campionato mondiale under 19 2017 |
|     | Italia     | Campionato mondiale under 19 2017 |
|     | Turchia    | Campionato mondiale under 19 2017 |
| 4   | Russia     | Campionato mondiale under 19 2017 |
| 5   | Polonia    | Campionato mondiale under 19 2017 |
| 6   | Francia    | Campionato mondiale under 19 2017 |
| 7   | Belgio     |                                   |
| 8   | Finlandia  |                                   |
| 9   | Romania    |                                   |
| 10  | Ungheria   |                                   |
| 11  | Slovacchia |                                   |
| 12  | Bulgaria   |                                   |

## Premi individuali
| Premio                | Nome             | Squadra   |
| --------------------- | ---------------- | --------- |
| MVP                   | Adis Lagumdžija  | Turchia   |
| Miglior palleggiatore | Ondřej Piskáček  | Rep. Ceca |
| Miglior opposto       | Marek Šotola     | Rep. Ceca |
| Miglior schiacciatore | Batuhan Avcı     | Turchia   |
| Miglior schiacciatore | Davide Gardini   | Italia    |
| Miglior centrale      | Lorenzo Cortesia | Italia    |
| Miglior centrale      | Vitalii Dikarev  | Russia    |
| Miglior libero        | Filippo Federici | Italia    |